# Unteraargletscher
Der Unteraargletscher ist der grössere der beiden Quellgletscher der Aare im Berner Oberland. Er entsteht aus der Vereinigung des Finsteraargletschers und des Lauteraargletschers (siehe Aargletscher) am sogenannten Abschwung und fliesst ca. 6 km in östlicher Richtung hinunter zum Grimselsee im obersten Haslital.

## Geschichte

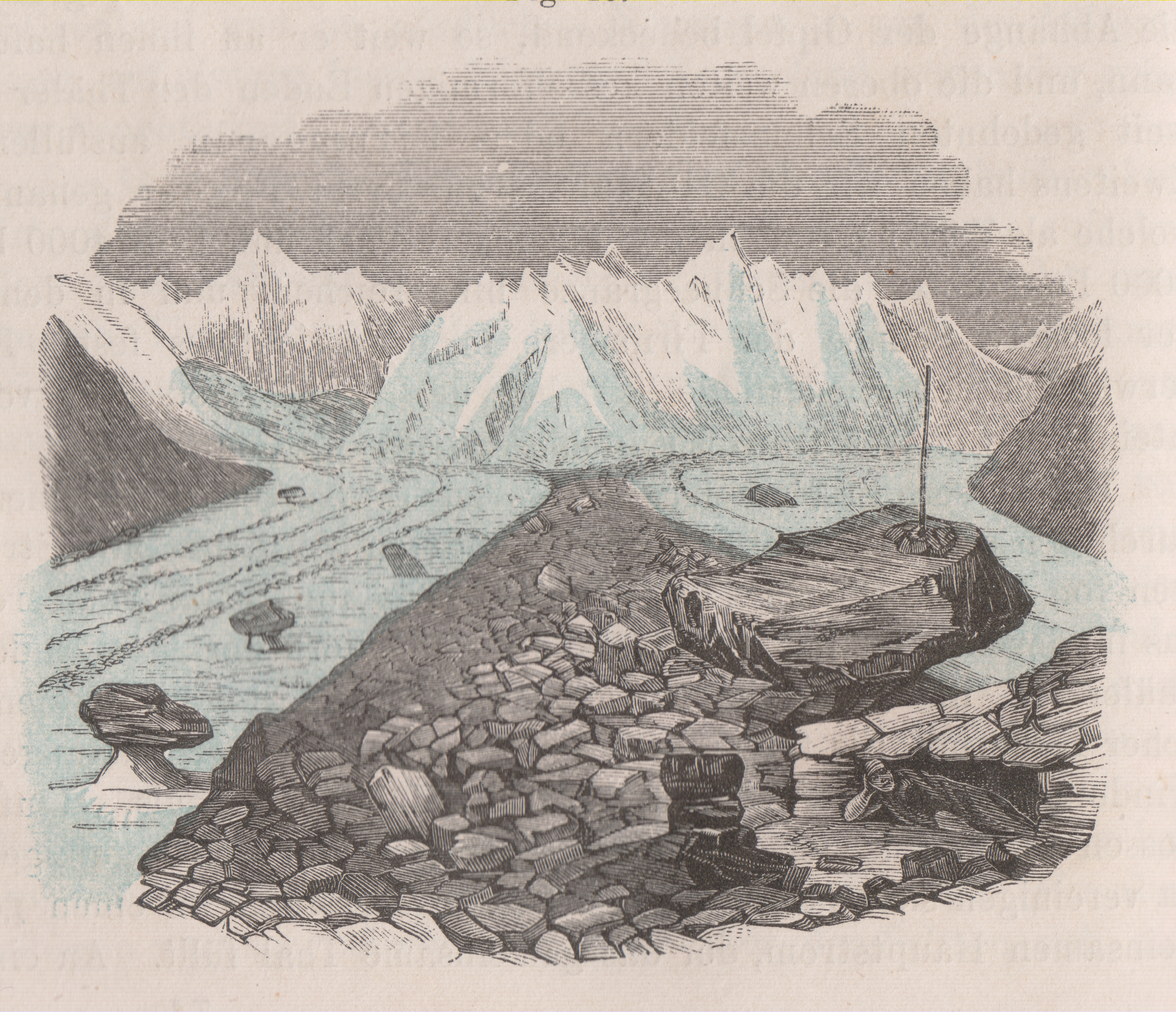
Joseph Bettannier: Glacier inférieur de l’Aar. In: Louis Agassiz: Études sur les glaciers, 1840

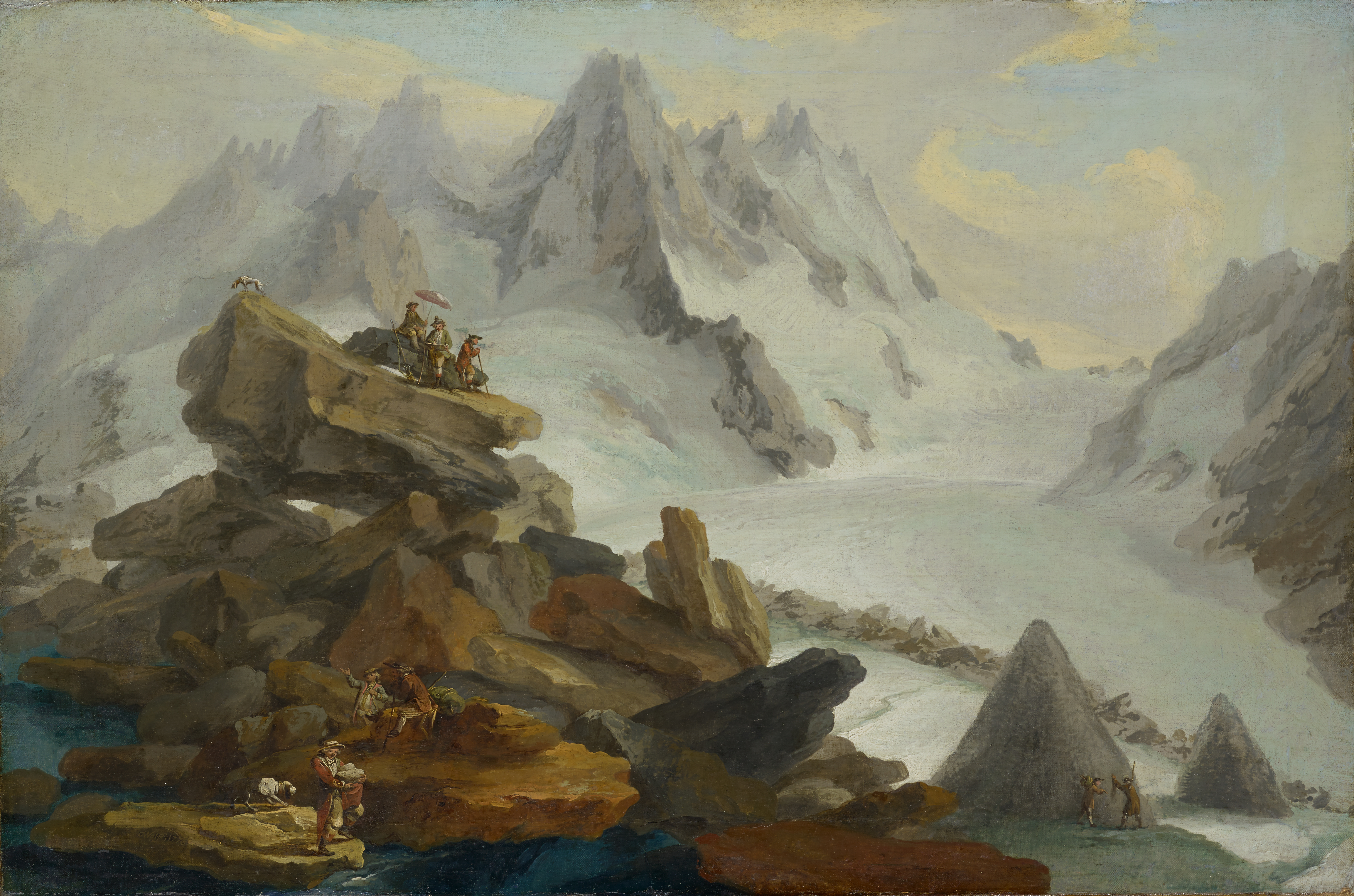
Caspar Wolf:
Der Lauteraargletscher, 1776

Der heutige Unteraargletscher und erst recht sein sauberer nördlicher Zulauf, der Lauteraargletscher („Klarer Aaregletscher“) war in der Barockzeit eine der Sehenswürdigkeiten der Schweiz und seit 1827 das erste Forschungsobjekt der neu entstehenden Gletscherforschung oder Glaziologie. Hier wirkten Franz Joseph Hugi und ab 1840 Louis Agassiz.
Die Abbildung von Joseph Bettannier zeigt, dass der Unteraargletscher schon 1840 seine für Touristen unansehnliche, für die Forscher aber hochinteressante Mittelmoräne hatte.
Auf dem Unteraargletscher lag auch der grosse Felsblock, den Caspar Wolf 1775 oder 1776 gemalt hatte, der ab 1840 als L’hôtel des Neuchâtelois als Unterschlupf für die Forscher diente und heute im Grimselsee verschwunden ist.
Die Abbruchkante des Unteraargletschers lag im 19. Jahrhundert 560 m tiefer und liegt heute noch etwa 400 m tiefer als die des Oberaargletschers.

## Entwicklung

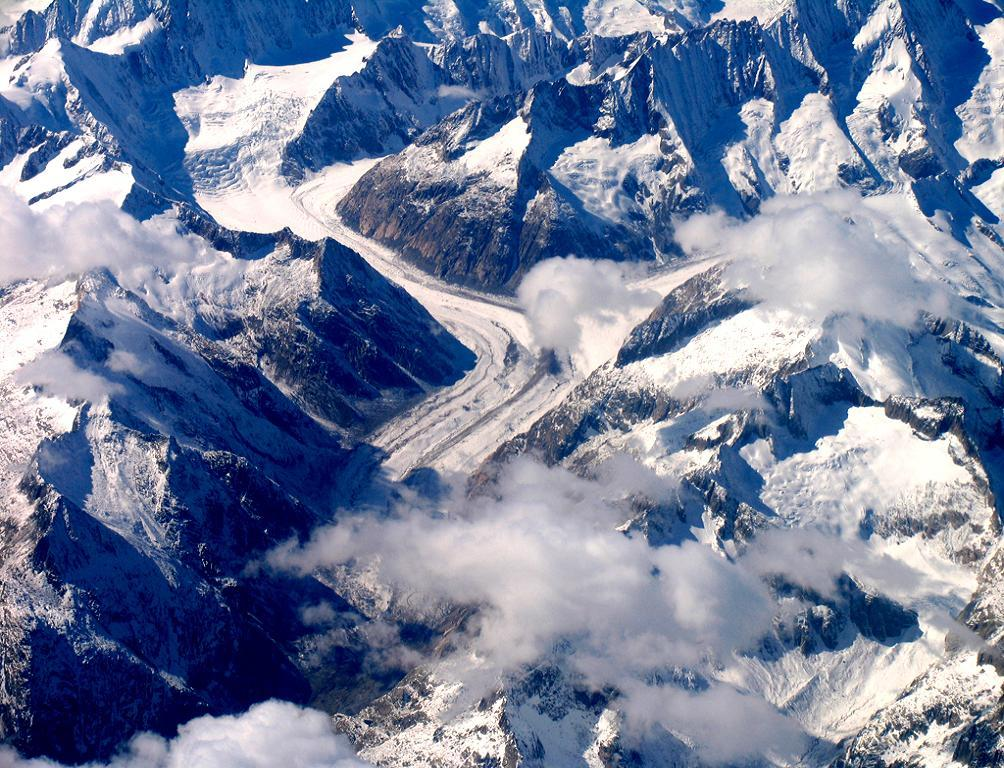
Unteraargletscher. Luftbild aus Osten

| Jahr         | 1850 | 1973 | 1999/2000 | 2013        |
| Fläche (km²) | 33,4 | 29,5 | 24,4      | 22,7 (2016) |
| Länge (km)   | 14,5 | 12,9 | 12,2      | 11,8        |